# Ancien Manège de La Chaux-de-Fonds
L’Ancien Manège est une imposante habitation collective aménagée en 1868-1869, située à La Chaux-de-Fonds en Suisse.

## Présentation
Atypique en matière d’habitat à bon marché chaux-de-fonnier, le complexe doit ses spécificités au manège désaffecté qui lui sert de noyau, ainsi qu’aux débats contemporains sur l’habitat social. Durant près d’un siècle, le bâtiment abrite une quarantaine de logements, avant d’être déclaré insalubre. Voué à la démolition en 1972, l’ensemble est néanmoins sauvé en 1983-85 à la suite d'une importante mobilisation citoyenne et restauré de 1988 à 1994. La richesse décorative de sa cour intérieure contraste avec la sobriété de l’enveloppe extérieure.

## Construction du manège
Comme son nom le laisse présumer, un manège est à l’origine des constructions qui se sont développées à l’intersection de la rue du Grenier et de la rue du Manège. En 1855, la Société du Manège réunit une centaine de personnes désireuses de lever les fonds nécessaires à la construction d’infrastructures permettant de pratiquer l’équitation. Achat du terrain et réalisation des bâtiments s’enchaînent rapidement, permettant l’inauguration d’un manège et d’écuries le 31 juillet 1857. Détenteur de près d’un quart des parts sociales, Frédéric Lang est l’architecte de ce premier ensemble.
Selon les annonces parues dans le National suisse, le succès n’est pas au rendez-vous et les responsables font rapidement face à de sérieuses difficultés d’exploitation ; le vaste espace couvert est souvent mis en location, accueillant des manifestations publiques et privées fort variées. Malgré ses efforts, la Société du Manège ne parvient pas à redresser ses finances et se voit obligée de mettre le bâtiment aux enchères en 1863. Après un premier échec, c’est finalement l’un des actionnaires, Gustave-Emmanuel Boch, qui se porte acquéreur de l’ensemble en septembre 1864 pour la somme de 30.100 francs. La Société est dissoute peu après.
Le premier édifice se composait d’une grande halle quadrangulaire flanquée d’écuries sur son côté est. Son architecture était d'une grande sobriété, des fenêtres hautes fournissant l’éclairage nécessaire aux activités équestres et un petit clocheton animant quelque peu le volume.

## Transformation en une imposante habitation collective
En 1864, le nouveau propriétaire ne semble guère pressé de rentabiliser son acquisition, puisque la transformation du manège en habitat collectif ne débute qu’en 1868 et se déroule en plusieurs étapes. Un nouveau corps de logis est édifié au sud-ouest (rue du Grenier 33), suivi de la transformation de la partie centrale (rue du Manège 19 et 21) et du remplacement des anciennes écuries par une maison d’habitation (rue du Manège 17). Un souci d’unité semble toutefois présider aux travaux.
Dictée par le noyau d’origine, l’implantation et l’organisation du nouveau complexe rompt avec le schéma ternaire prédominant à La Chaux-de-Fonds (rue, jardin, immeuble) et évoque davantage la distribution d’un îlot ou d’un square. Les logements aménagés dans l’ancienne halle s’organisent en effet autour d’une cour intérieure couverte par une verrière, alors que deux puits de lumière éclairent les autres secteurs. Un système de galeries et d’escaliers en porte-à-faux permet d’accéder aux étages, un escalier supplémentaire desservant l’attique. Malgré le percement de nombreuses fenêtres en façade, les nouveaux appartements sont davantage tournés vers l’intérieur que l’extérieur, d’autant que l’austérité des façades ne laisse pas deviner la richesse du décor que recèle la cour intérieure : faux-marbres, motifs architecturaux néogothiques et végétaux. En 1869, une quarantaine de logements destinés à des Chaux-de-fonniers de condition modeste sont mis en location. Ces petits appartements comptaient alors deux ou trois pièces avec cuisine et alcôve.
Peu après le décès de Gustave-Emmanuel Boch (1900), ses héritiers entreprennent quelques transformations et travaux d’entretien, parmi lesquels le renouvellement du décor peint en faux-marbre. Cet ouvrage est confié en 1902 au peintre décorateur J. Bruno. En 1913, ils vendent l’ensemble à Wilhelm Rode, gérant d’immeuble et agent immobilier. En 1917, des ateliers de mécanique sont aménagés au rez-de-chaussée et au premier étage, le remaniement des percements en façade nord rappelant ce changement d’affectation.

## Sauvetage
Occupé par une population ouvrière jusqu’en 1972, le bâtiment est alors déclaré insalubre et voué à la démolition. À La Chaux-de-Fonds comme dans le reste de l’Europe, les années 1970 correspondent à une époque particulièrement réceptive aux préoccupations ouvrières, à la découverte du patrimoine industriel et de son corollaire, le logement à bon marché. En 1978-79, le travail d’un étudiant en architecture amène à reconsidérer la valeur et les spécificités du complexe (voir ci-dessous),. Forte de cette nouvelle notoriété, l’association « Sauvons le Manège » se mobilise contre un projet de construction de parking impliquant la démolition de l’édifice ; les défenseurs de l’édifice proposent d’y aménager un « centre artisanal et horloger », mais la mauvaise conjoncture économique aura raison de cette initiative. En 1982, c’est le « Groupe de défense du Manège » qui prend le relai pour réagir à une nouvelle menace de destruction. Il enchaîne les manifestations, avant de lancer une souscription pour racheter le bâtiment. C’est finalement la « Société coopérative de l’Ancien Manège », formée le 14 avril 1983, qui parvient à racheter l’ensemble le 4 avril 1985 pour le prix de 405 000 francs suisses, avec l’aide financière de la Confédération suisse et de la Ligue suisse pour la protection du patrimoine (Heimatschutz). Le bâtiment est définitivement sauvé et sera mis sous protection au titre de monument historique en 1991. Au gré de ces épisodes mouvementés, la valeur patrimoniale du bâtiment est finalement reconnue et le gros-œuvre sauvé, mais reste à trouver les fonds pour restaurer l’ensemble et lui trouver une affectation garantissant son avenir.
En 1988, le projet élaboré par la Société coopérative de l’Ancien manège en collaboration avec les architectes Pierre Estoppey et Pierre Studer prévoit la vente des ailes est et ouest pour financer les travaux du corps central. Cela permet d’entreprendre sa restauration en 1990 et quatre ans plus tard de mettre en location deux galeries, des locaux commerciaux, un restaurant et surtout douze appartements répondant aux normes contemporaines d’hygiène et de confort. L’ensemble regagne ses qualités spatiales et architecturales, la cour notamment. Le décor de 1902 retrouve ensuite son lustre, en deux campagnes de travaux conduites par l’Atelier de conservation et restauration d’art Marc Staehli en 1994, puis par les peintres décorateurs Laurence Paolini et Sandro Cubeddu en 2005 . La Société coopérative de l’Ancien manège effectue la publication en 2009 d'un livre sur l'histoire du bâtiment.

## Acquisition par la Ville
Constatant que son activité actuelle est essentiellement la gestion immobilière, les membres de la Société coopérative votent le 19 novembre 2011 la cession des lieux à la Ville de La Chaux-de-Fonds, par ironie de l'histoire, et sa dissolution.

## Un «phalanstère» ou un «familistère» à La Chaux-de-Fonds?
À partir des années 1970 et de l’étude de l’architecte Marc Emery, l’Ancien manège se débarrasse progressivement de sa réputation d'insalubrité pour acquérir une stature internationale, puisqu’il est désormais rapproché de l’utopique Phalanstère théorisé par Charles Fourier au milieu du XIXe siècle, ainsi que du Familistère de Guise, l’ensemble construit par l’industriel Jean-Baptiste Godin.
Simple rentabilisation d’un investissement ou aspiration à réformer la société ? Les documents ne permettent pas de cerner les motivations profondes de Gustave-Emmanuel Boch. Rappelons toutefois qu’au XIXe siècle les questions liées à l’habitat collectif et au progrès social sont largement débattues dans la région neuchâteloise et à La Chaux-de-Fonds en particulier, certains milieux étant très ouverts aux idées coopératives. Réalisées peu auparavant, la Cité Napoléon à Paris et la Cité philanthropique à Lille ont peut-être constitué une source supplémentaire d’inspiration pour l’architecte de l’Ancien manège, puisque leurs logements s’organisent autour de cours intérieures.

## Galerie

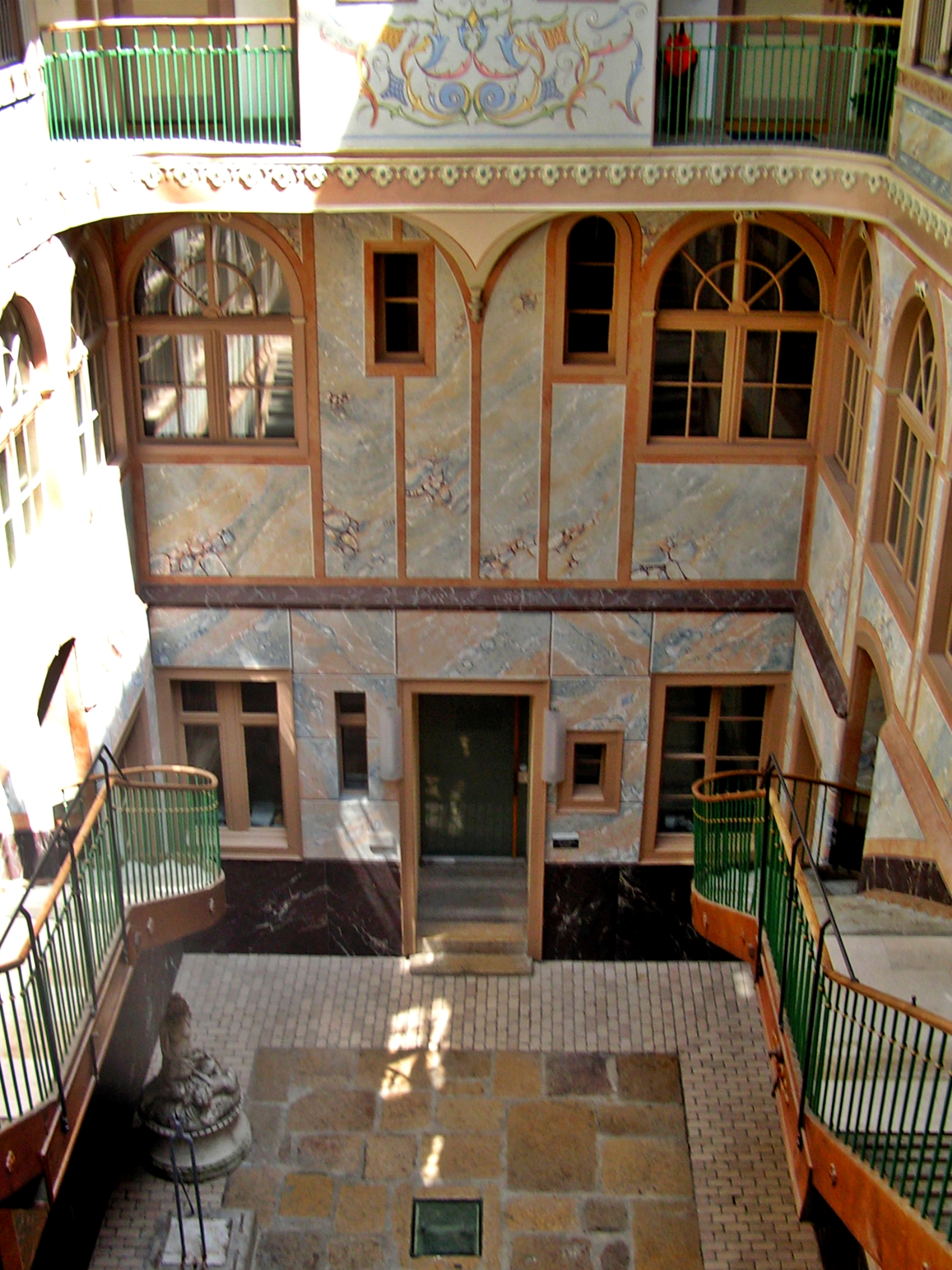
Cour intérieure
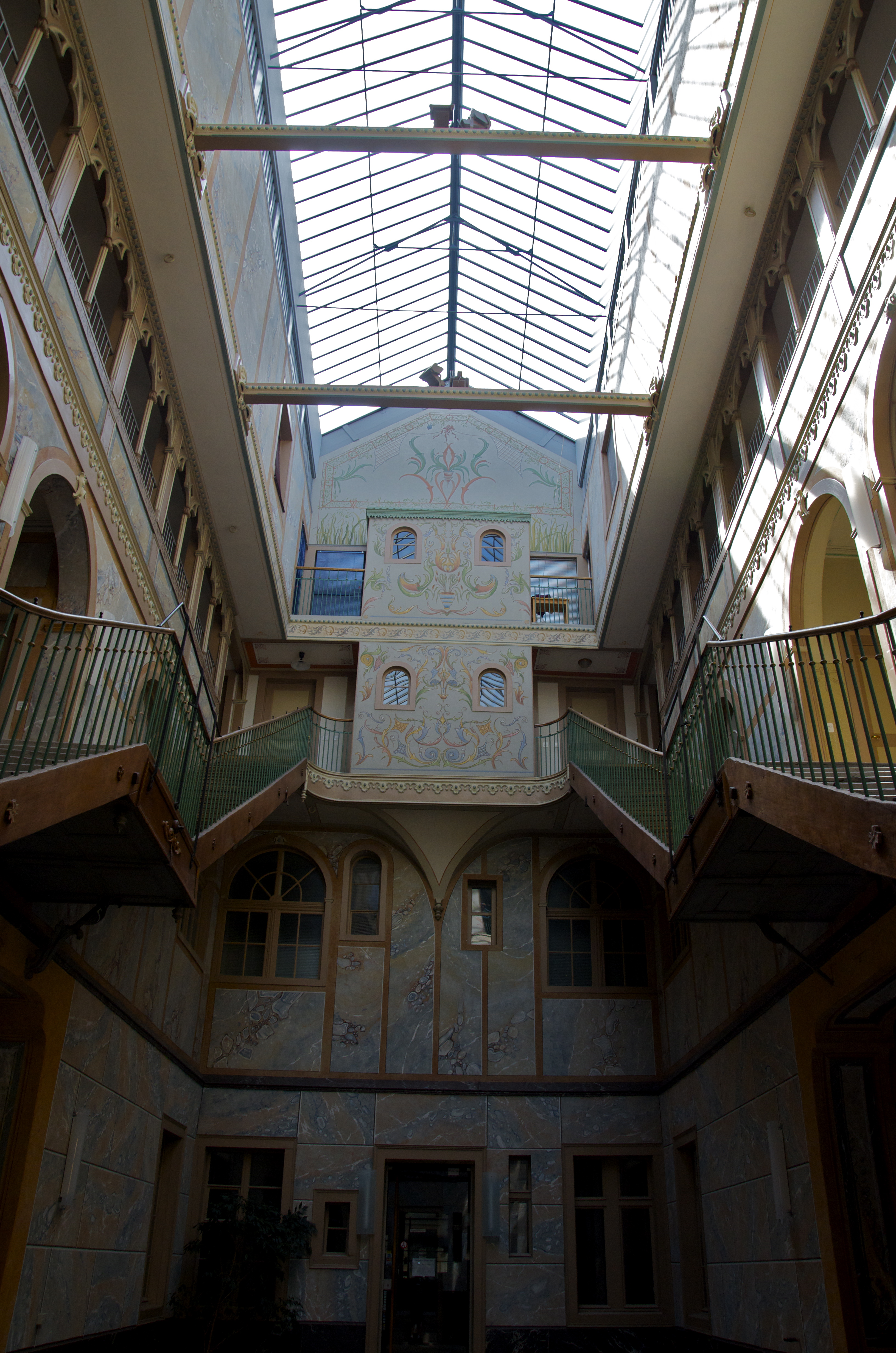
Cour intérieure
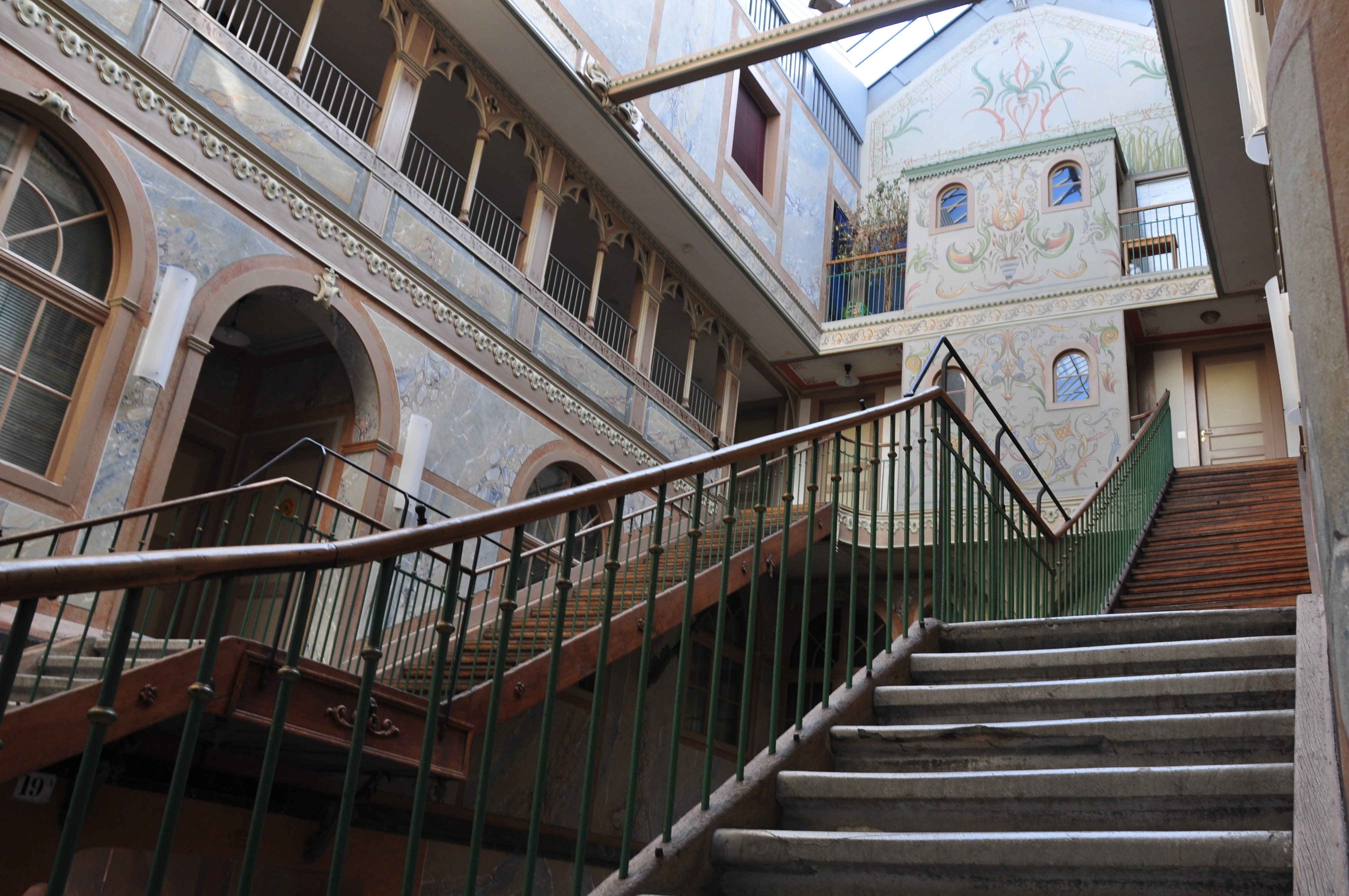
Escalier intérieur
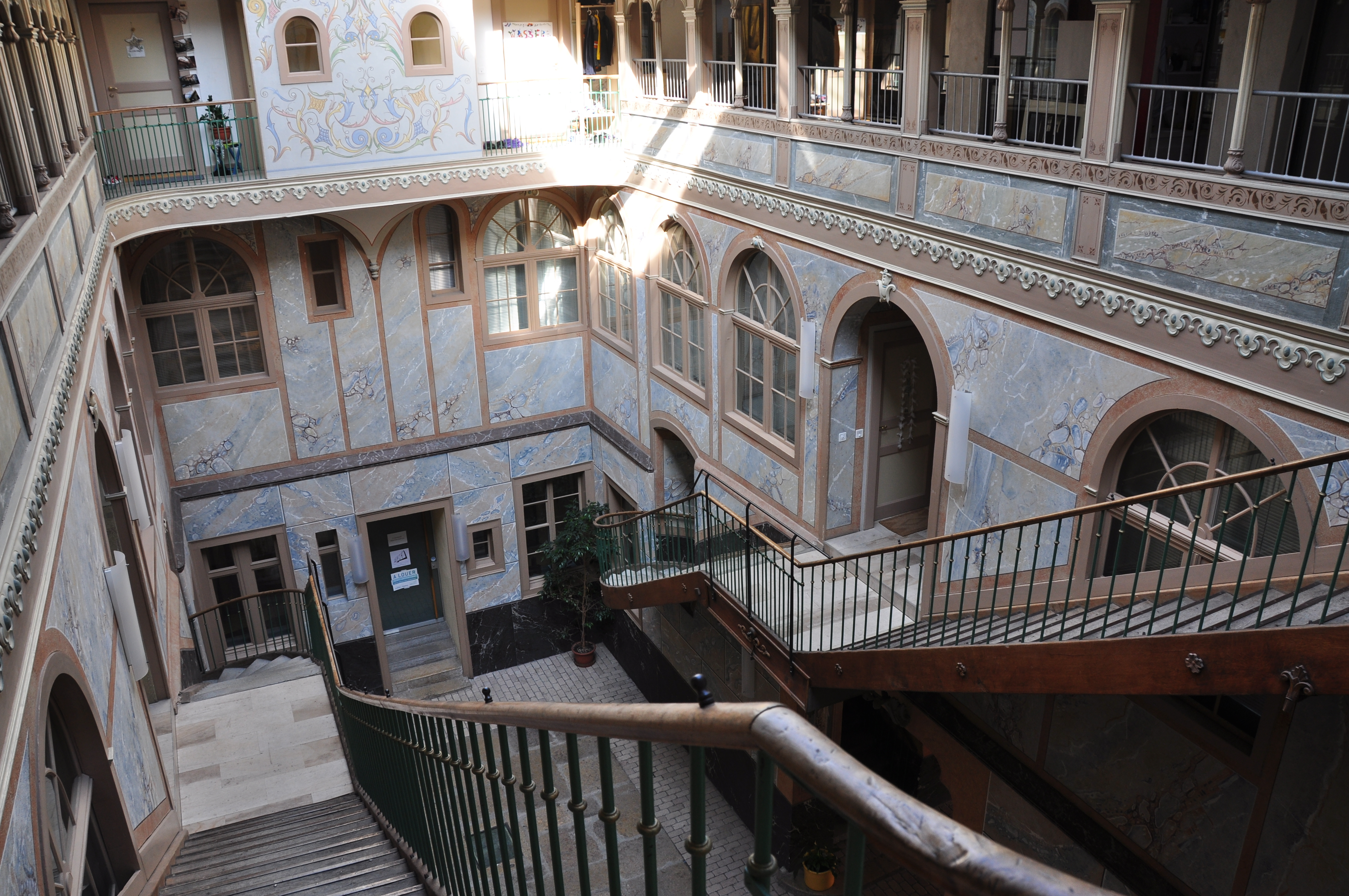
Escalier intérieur
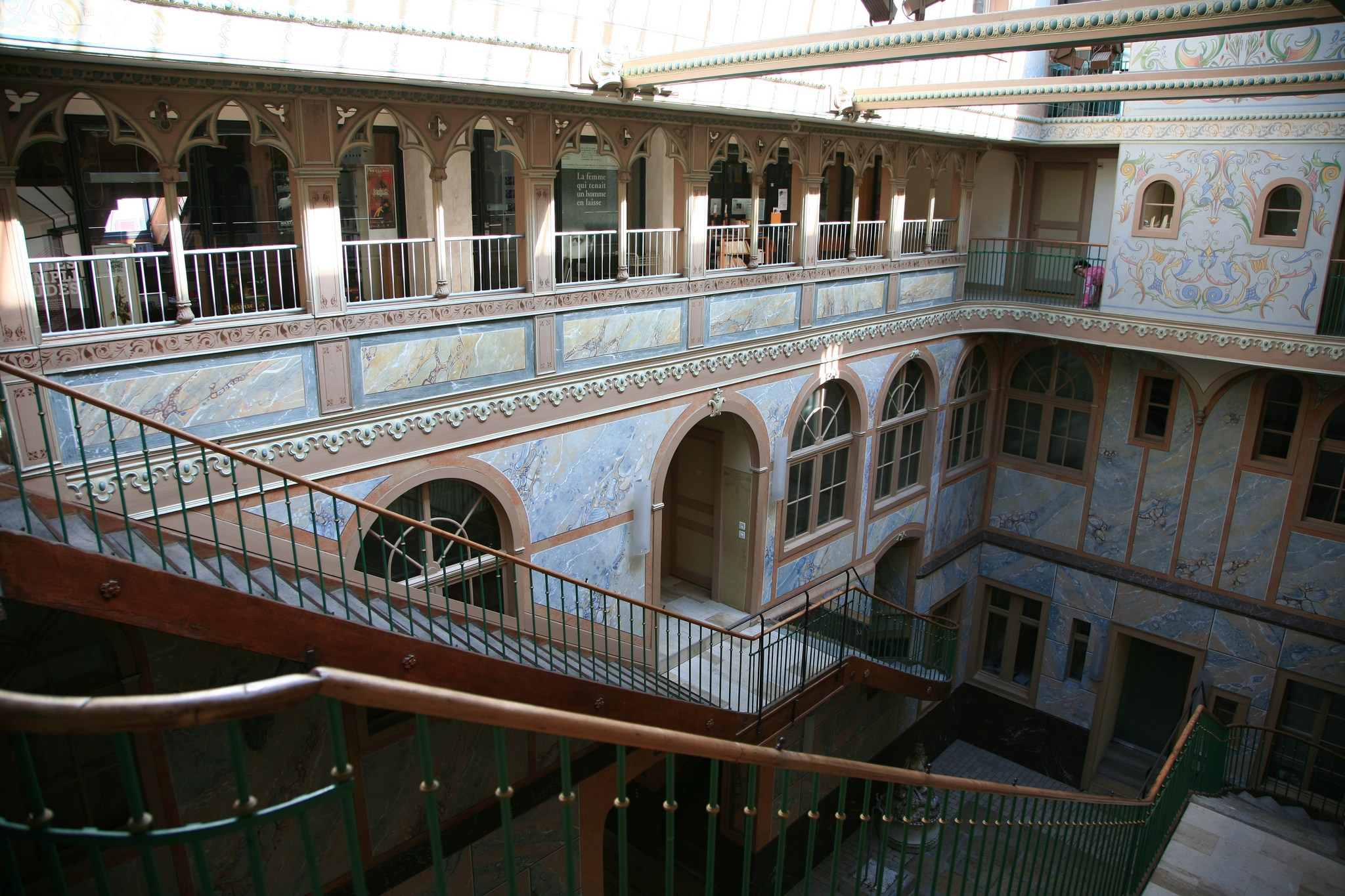
Étage